# Бошњани
Појам Бошњани је старински (архаични) појам који се током позног средњовековног и раног нововековног раздобља користио као општи назив (демоним) за становнике Босне. Појам није имао посебно етничко значење, већ се у најширем смислу односио на све људе који су живели у областима тадашње Босне или су били родом, односно пореклом из босанских крајева.
Име Бошњанин први пут се спомиње у царској титули Манојла Комнена 1166. године. Етноним добри Бошњанин се односио на становнике читаве Босне без обзира не религију, а не само на уже језгро око извора рeке Босне што се може виђети у разним повељама 14. и 15. вијека за вpеме владавине бана Стјепана II Котроманића, бана Твртка I Котроманића, краља Стјепана Остоје итд. У овим повељама босански владари наводе добре Бошњане као сведоке.
Историјски извори (De administrando imperio из средине 10. века) сведоче да је Босна као област првобитно била у саставу тадашње Кнежевине Србије, а становници ове западне српске области су и након потоњег стварања Бановине Босне у етничком смислу изричито означавани као Срби (повеља бана Матеја Нинослава из прве половине 13. века), док су у регионалном смислу чешће називани и Бошњанима. Обласни назив Бошњани је за Србе из Босне употрбљаван у истом смислу у којем је за Србе из суседне Рашке употребљаван обласни назив Рашани.
Појам Бошњани се у свом општем (демонимском) значењу очувао и током раног нововековног раздобља, тако да се у оба издања Српског рјечника, првом из 1818. и другом из 1852. године, појављује као једна од неколико општих ознака за становнике Босне. Тим поводом, Вук Стефановић-Караџић је као састављач речника указао на истоветно значење појмова Бошњанин, Бошњак и Босанац. Истоветно, односно опште демонимско значење појма Бошњанин и осталих истозначних појмова (Бошњак, Босанац) забележио је и познати српски филолог Ђура Даничић, а изворна значења поменутих појмова су на истоветан начин забележена и у потоњем Речнику САНУ, као и у Etimologijskom rječniku ЈАЗУ.
Насупрот изворним сведочанствима и лексиколошким закључцима како српских, тако и хрватских филолога, међу заговорницима повратног утемељења националног бошњаштва постоје покушаји да се појму Бошњани припише и посебно етничко значење, за шта не постоји потврда у изворима.